# Petr Jindřich Orleánsko-Braganzský
Petr Jindřich Orleánsko-Braganzský (13. září 1909 – 5. července 1981) byl člen brazilské císařské dynastie a pretedent zrušeného brazilského císařského trůnu. Jeho strýc Petr Orleánsko-Braganzský se vzdal práva na trůn a jeho otec Ludvík zemřel na revmatickou nemoc. Tehdy se po smrti své babičky Isabely Brazilské v pouhých 12 letech stal pretedentem a následníkem trůnu.